# Vince Lia
Vince Lia (Shepparton, 18 marzo 1985) è un calciatore australiano, centrocampista dell'Altona Magic Soccer Club.

## Carriera

### Club

#### Inizi e Melbourne Victory
Cresciuto nelle giovanili del Tatura, ha trascorso le prime fasi della sua carriera professionistica nella NSL con i South Melbourne. Nel 2005 disputa poche partite con i Fawkner-Whittlesea Blues per poi passare la stagione successiva al Melbourne Victory (dove ha trascorso due anni come riserva, con un totale di 24 presenze ma anche un campionato vinto).

#### Wellington Phoenix
Nel 2007 si è trasferito al Wellington Phoenix. Il 24 novembre successivo, segna il suo primo gol in campionato in un pareggio per 1-1 contro la sua ex squadra, i Melbourne Victory, al 58º al Docklands Stadium.
Ha saltato l'intera stagione di A-League 2008-2009 a causa di un infortunio al ginocchio subito nel pre-campionato. Con i gialloneri ha giocato fino al 2017 per ben 10 stagioni, con un totale di 197 presenze e 4 reti.

#### Adelaide United
Dopo buone annate a Wellington, ha trovato un accordo annuale con gli Adelaide United per la stagione 2017-18. Il 13 ottobre 2017 ha fatto il suo esordio in una vittoria per 2-1 sul Brisbane Roar. Una settimana dopo, ha segnato entrambi i gol per i suoi, nel pareggio per 2-2 contro i soliti Melbourne Victory, siglando così la sua prima doppietta in carriera.

### Nazionale
Dal 2002 al 2003 ha totalizzato 12 presenze e una rete con la selezione Under 17, prima di passare agli Under 20.
Nel 2005 è stato capitano proprio della selezione Under 20 australiana al Mondiali FIFA.

## Palmarès

### Competizioni nazionali
- Campionato australiano: 1 
Melbourne Victory: 2006-07

- FFA Cup: 2 
Adelaide United: 2018, 2019